# Incident z neznanim letečim predmetom nad Aljasko (2023)
10. februarja 2023 je tiskovni predstavnik Sveta za nacionalno varnost ZDA John Kirby potrdil, da je predsednik Joe Biden ukazal sestrelitev neznanega objekta na veliki višini, ki je nad Beaufortovim morjem vstopil v zračni prostor Aljaske. Predmet v velikosti majhnega avtomobila, je letel na višini 12.000 m v smeri sverovzhoda in je predstavljal »razumno varnostno grožnjo civilnemu letalstvu.«

## Objekt
Predmet je bil opisan kot valjast, srebrn in da je imel zmožnost lebdenja. Na vprašanje, ali je predmet podoben balonu, ki je teden pred tem sprožil incident s kitajskim balonom, je Kirby dejal: »Vse, kar pravim, je, da ni 'letelo' s kakršnim koli pogonom, torej, če je to 'podobno balonu', no ...« Reuters je predmet označil za NLP. Kitajski balon je letel na višini 20 km in je tako predstavljal manjšo grožnjo civilnemu letalstvu. Po poročanju ameriških uradnikov je objekt letel nad Aljasko in nato severno proti morju s hitrostjo 30 do 60 km.

## Časovnica
Ameriški radar je objekt zaznal v četrtek, 9. februarja ob 21. uri. Severno poveljstvo ZDA je poslalo letalo AWACS, da ga izsledi ob pomoči polnjenja z gorivom med letom. Lovska letala F-22 Raptor iz letalske baze Elmendorf in F-35 Lightning iz letalske baze Eilson so bila odposlana na vizualni pregled objekta, ta so sporočila, da je ta brez posadke. Nato ga je 10. februarja ob 13:45 po lokalnem času sestrelil F-22 Raptor z AIM-9X Sidewinderjem, kar predstavlja drugo zračno zmago za tega lovca. Sestrelitev je odobril ameriški predsednik Joe Biden, Joe Kirby pa je njegovo odobritev označil za »dejanje iz velike previdnosti«.

## Iskalna akcija
Predmet je bil sestreljen nad zamrznjenim morjem pri kraju Deadhorse na Aljaski blizu naftnega polja Prudhoe Bay. Neimenovani uradnik ameriškega obrambnega ministrstva je povedal, da se je ob trku na zaledenelo morje razletelo. Na kraj incidenta so odletela letala za iskanje in pridobivanje razbitin, med drugim so tja odleteli Boeing CH-47 Chinook, Lockheed Martin C-130 Hercules in Sikorsky HH-60 Pave Hawk. V iskalni akciji sodeluje FBI, ameriška mornarica in ameriška obalna straža.

## Odzivi
O incidentu je bil obveščen tudi kanadski premier Justin Trudeau, ki je odziv javno podprl.
Senator Aljaske Mike Dunleay je v svoji izjavi po incidentu dejal, da incident »dviguje resne varnostne pomisleke, ki bi morali skrbeti vsakega Američana«, da je »Aljaska ponovno dokazala svojo geopolitično pomembnost« in da aljaška narodna straža »tesno deluje z ameriškim severnim poveljstvom in drugimi agencijami, da zagotovi kakršnokoli pomoč«.